# 山柑 (地名)
山柑，是臺灣苗栗縣苑裡鎮的一個傳統地域名稱，位於該鎮西南部。相較於今日行政區，其範圍大致包括玉田里西部、山柑里、田心里不含最東端、新復里、房裡里南部凸出部分，以及臺中市大甲區銅安里最北端。

## 歷史
台灣清治末期至日治初期，山柑地區為一街庄，稱為「山柑庄」，隸屬於苗栗二堡。該庄輪廓為西北－東南方向的紡錘形，東北側由西向東分別與房裡庄、貓孟庄、社苓庄為鄰，西南側由東向西分別與日南社庄、日南庄、銅安厝庄、船頭埔庄為鄰。
1901年（日治明治三十四年）11月，該庄隸屬於苗栗廳。1909年（明治四十二年）10月，改隸屬於新竹廳。1920年（大正九年），該庄改制為「山柑」大字，隸屬於新竹州苗栗郡苑裡庄，大字下有「山柑」、「山柑尾」小字名。1943年，苑裡庄升格為苑裡街。
戰後苑裡街改制為苑裡鎮，隸屬於苗栗縣，大字亦改制為里。

## 交通
台鐵海線大致以北北西—南南東走向經過山柑地區中部，境內並未設站。北側較近的是苑裡車站，屬三等站，但除少數自強號班次未停靠外，其餘各級列車均有停靠，整體業務量超出三等站的評估標準；南側較近的是日南車站，屬甲種簡易站，僅停靠區間車。
國道3號又稱「福爾摩沙高速公路」，是貫穿台灣西部的兩條縱向高速公路之一，大致以縱向經過山柑地區東南部，並於邊界地帶與縣道140號交會處設有苑裡交流道，由此可快速前往台灣西部各地。
省道台61線又稱「西部濱海快速公路」，是新北八里至臺南安南的快速公路，大致以東北－西南走向經過本地區西北端，可快速前往台灣西部海岸各地。
省道台1線（中山路二段）又稱「縱貫公路」，是臺北至屏東楓港的平面幹道，大致以縱向經過本地區西北部，向北可前往通霄、後龍、頭份、新竹等地，向南可前往大甲、清水、沙鹿、彰化等地。
縣道121號是通霄至日南的道路，大致以東北－西南走向經過本地區，向北可繞經山區前往通霄，向西南可前往日南連上省道台1線。
縣道140號有「苗栗縣南橫公路」的稱號，是南房至卓蘭的道路，其西側端點位於山柑地區西北端省道台61線路口，往東南可前往三義、卓蘭的大安溪北岸地帶，最終止於白布帆附近的中47線鄉道。

## 學校
- 龍德家商（小部分）